# Japsin 1
Japsin 1 (EC 3.4.23.41, kvašćana aspartinska proteaza 3, Yap3 genski produkt (Saccharomyces cerevisiae)) je enzim. Ovaj enzim katalizuje sledeću hemijsku reakciju
Hidroliza raznih prekursornih proteina sa Arg ili Lys u P1, dok su Arg i Lys često u P2. P3 aminokiselina je obično nepolarna
Ovaj enzim pripada peptidaznoj familiji A1 pepsina.

## Spoljašnje veze
- Yapsin+1 на 